# Mina de sal
Una mina de sal és un equipament miner per a l'extracció de sal de la roca de sal, un tipus de dipòsit evaporític Hi ha diverses zones força conegudes per les seves mines, com ara Khewra al Pakistan, Tuzla a Bòsnia, Wieliczka i Bochnia a Polònia, Hallstatt i Salzkammergut a Àustria, Rheinberg a Alemanya, Slănic a Romania, Provadiya a Bulgària, Avery Island a Louisiana, Estats Units, alguns pobles de Cheshire i Worcestershire a Anglaterra, i la Companyia de sal de Detroit, amb instal·lacions enormes.
A Catalunya les mines de sal de Cardona, tancades l'any 1990 i convertides en museu, foren unes de les més importants d'Europa.

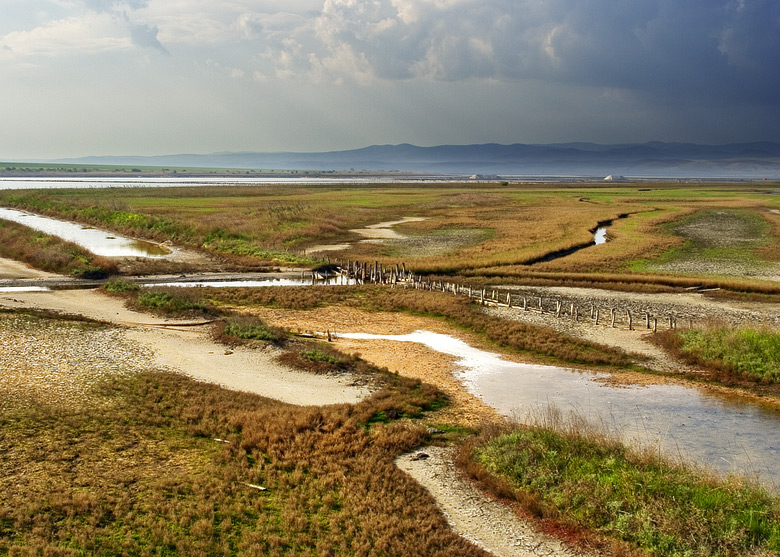
Mina de sal al Llac Atanasovsko, vora el Mar negre de la costa de Bulgària

## Història

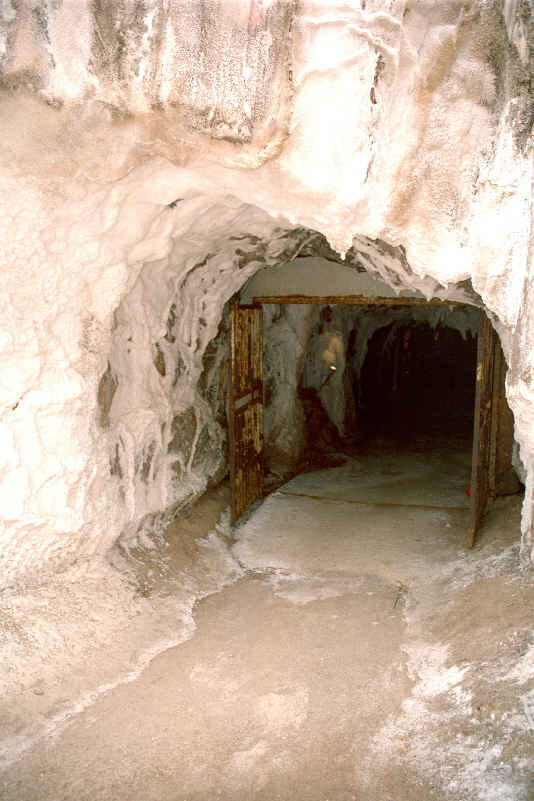
Mina de sal de Cardona

Abans de la invenció del motor de combustió interna, l'extracció de sal era una de les operacions mineres més cares i perilloses de la mineria. Mentre que ara la sal és abundant, abans de la revolució industrial, la sal era molt difícil d'obtenir, i a les mines de sal hi treballaven esclaus o presos. A l'antiga Roma, la sal a la taula era un signe de riquesa. Els presoners romans eren els encarregats d'extreure la sal i l'esperança de vida entre aquests era més aviat baixa. L'historiador romà Plini el vell afirma a la seva Naturalis Historiæ: "A Roma […] el sou del soldat es pagava amb sal, i el mot salari deriva d'aquest fet"
Fins a temps relativament recents, tan recents de fet com el segle xx, la mineria de sal va ser efectuada en alguns llocs com a càstig o per presos, per exemple a la Unió Soviètica i a l'Alemanya Nazi.
Avui en dia la majoria de mines de sal són gestionades per grans empreses multinacionals com Cargill i Compass Minerals.